# الحزب الديمقراطي الاشتراكي الصيني
حزب ديمقراطية اشتراكية الصينية(بالصينية 中國民主社會黨، بالإنجليزية (China Democratic Socialist Party)الحزب الديمقراطي الاشتراكية الصيني في جمهورية الصين.
حزب ديمقراطية اشتراكية الصينية تأسس في شانغهاي الصين بتاريخ 1946.